# Teratosaure
El teratosaure (Teratosaurus, gr. teras “monstre” + sauros “llangardaix”) era un gènere de rauisucs del Triàsic de Stubensandstein (formació de Löwenstein - edat Norià) d'Alemanya i Krasiejów (regió de Silèsia) a Polònia. Aquest tipus espècimen va ser descrit per Von Meyer en base d'una esquerra maxillar (os superior de la maixella) amb les dents grans, dels quals ell ell va declarar per ser diferent Belodon.